# 蔵人賢樹
蔵人 賢樹（くろうど まさき、1979年1月25日－）は日本の実業家。神奈川県出身。コロワイド代表取締役会長である蔵人金男（くろうど かねお）の長男。
コロワイド専務取締役。コロワイドの連結子会社であるシルスマリア、WORITS、大戸屋ホールディングスの代表取締役社長。

## 来歴・人物
神奈川県逗子市出身。逗子市立久木中学校卒業、横浜隼人高等学校卒業。2003年（平成15年）、文教大学情報学部経営情報学科を卒業。
ビッグワイズ、シルスマリアの代表取締役となった後、2010年にコロワイドへ入社。コロワイド東日本レストラン営業本部長、関東第三営業本部本部長を経て、2011年にコロワイド取締役に就任。2013年にはフードテーブルの代表取締役社長を兼務。
2016年にコロワイド専務取締役に就任、2017年に子会社コロワイドMD社長に就任。2019年にはWORITS社長に就任。同時期にシルスマリア社長に再任、シルスマリアの決算公告での同社代表取締役は、第12期（2018年）は岡本和之、第13期（2019年）から蔵人賢樹。
2020年11月4日付で、大戸屋ホールディングス代表取締役社長に就任。大戸屋HD社長就任後は、作業工程を分単位まで見直して徹底した人件費カットに取り組んだ。

## 経歴
- 2003年（平成15年）
  - 7月：ビッグワイズ代表取締役
- 2006年（平成18年）
  - 9月：シルスマリア代表取締役
- 2010年（平成22年）
  - 4月：コロワイド入社
  - 6月：コロワイド東日本（現コロワイドMD） レストラン営業本部本部長
- 2011年（平成23年）
  - 1月：コロワイド東日本 関東第三営業本部本部長
  - 6月：コロワイド東日本 関東営業本部本部長
  - 6月：コロワイド取締役
- 2012年（平成24年）
  - 4月：コロワイド常務取締役
- 2013年（平成25年）
  - 3月：フードテーブル代表取締役社長
- 2016年（平成28年）
  - 4月：コロワイド専務取締役（現任）
- 2017年（平成29年）
  - 6月：コロワイドMD代表取締役社長
- 2019年（平成31年）
  - 3月：WORITS代表取締役社長（現任）
- 2020年（令和2年）
  - 11月：大戸屋ホールディングス代表取締役社長（現任）